# Pieńsk
Pieńsk (tuż po wojnie Pęczek, do 1945 niem. Penzig, gł. Peńsk) – miasto w południowo-zachodniej Polsce, w woj. dolnośląskim, w powiecie zgorzeleckim, położone nad Nysą Łużycką, przy granicy z Niemcami. Siedziba gminy miejsko-wiejskiej Pieńsk. W latach 1975–1998 miasto administracyjnie należało do woj. jeleniogórskiego.
Historycznie zaliczana do Górnych Łużyc, choć w 1. połowie XIV w. i od roku 1815 związana ściślej z Dolnym Śląskiem.
Według danych GUS z 1 stycznia 2023 r. miasto miało 5487 mieszkańców (540. miejsce w kraju). Według danych z 1 stycznia 2023 r. powierzchnia miasta wynosiła 9,92 km² (562. miejsce w kraju).

## Historia

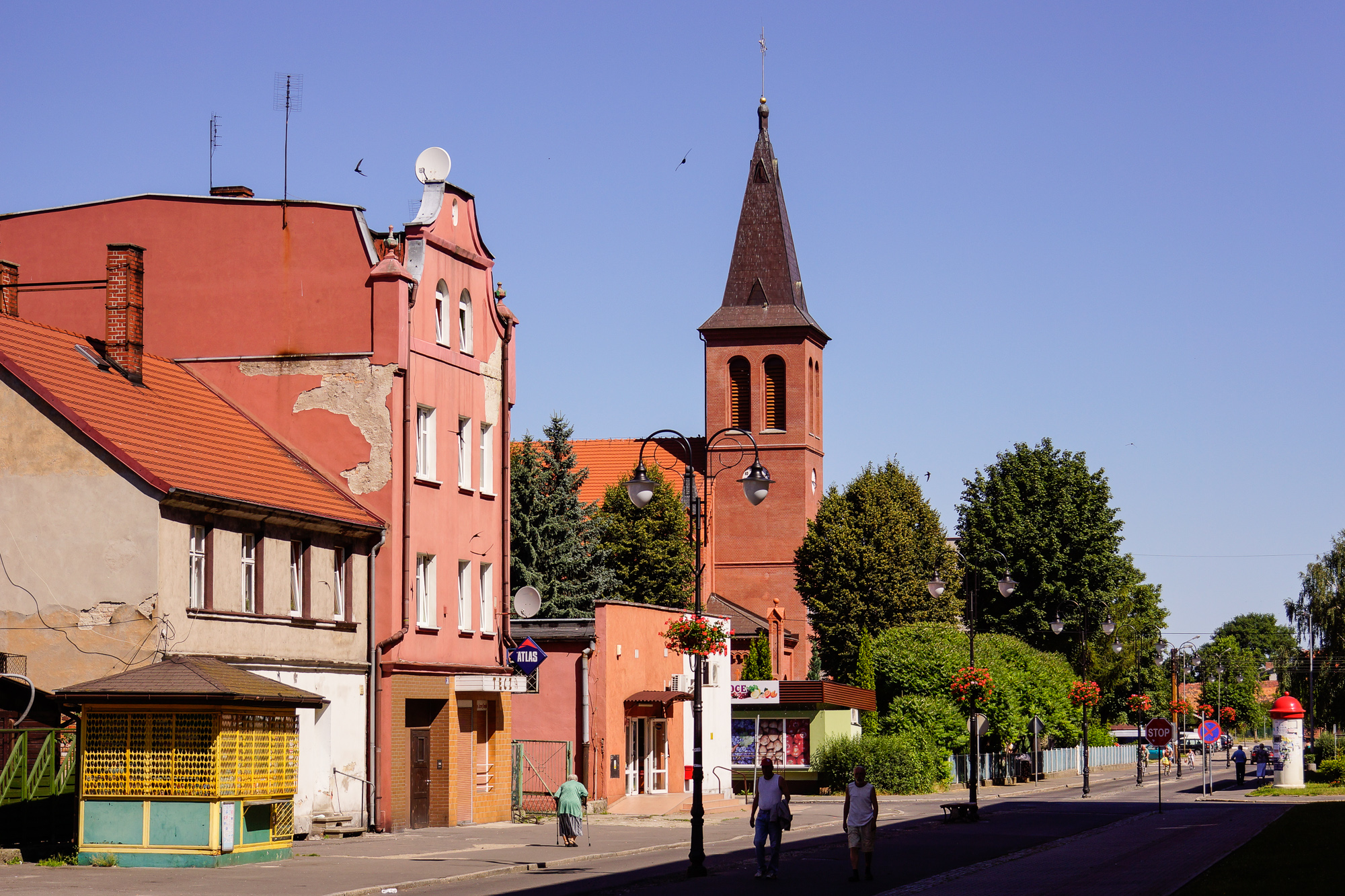
Kościół par. pw. św. Franciszka z Asyżu

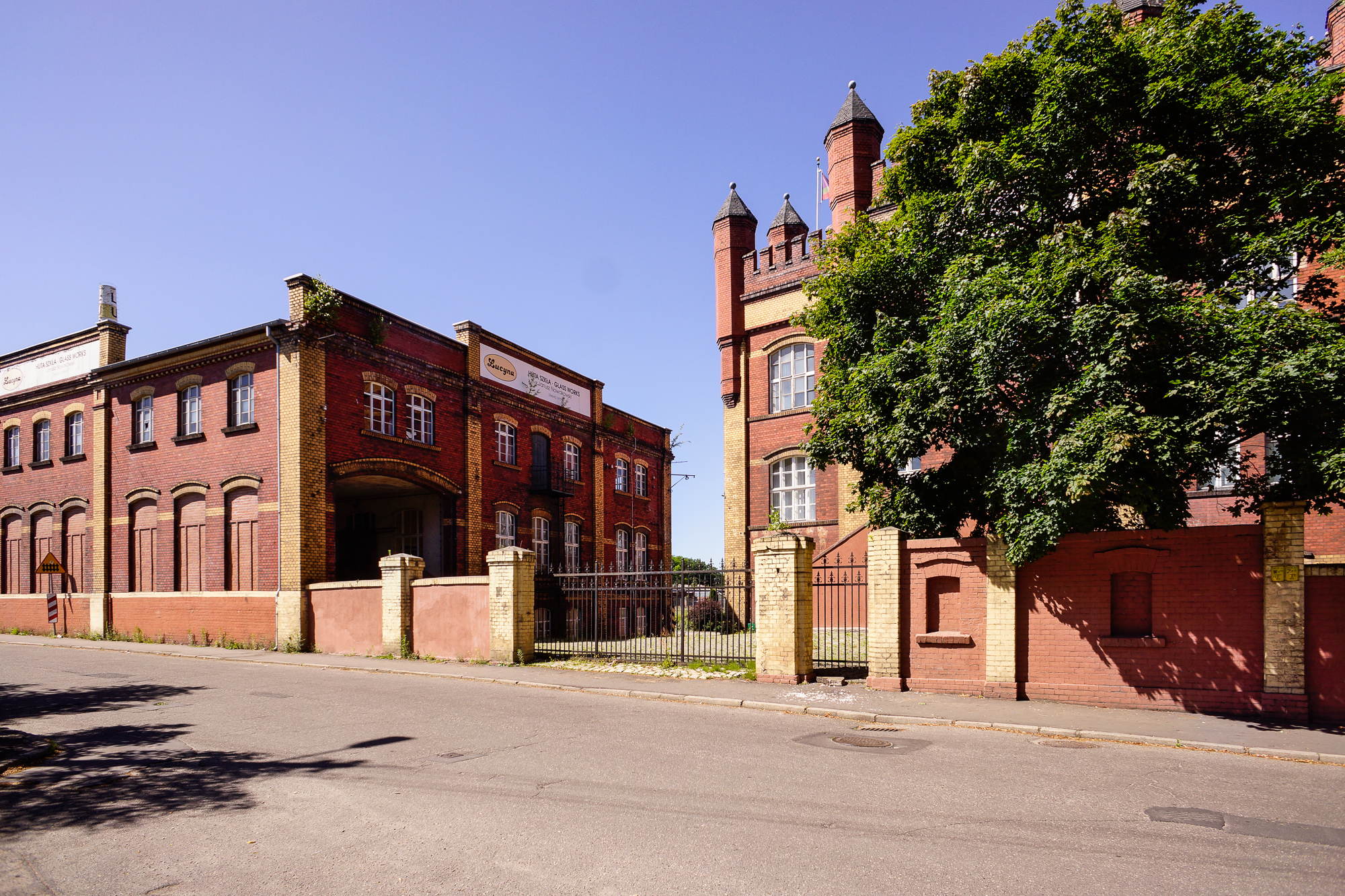
Zespół huty szkła „Lucyna”

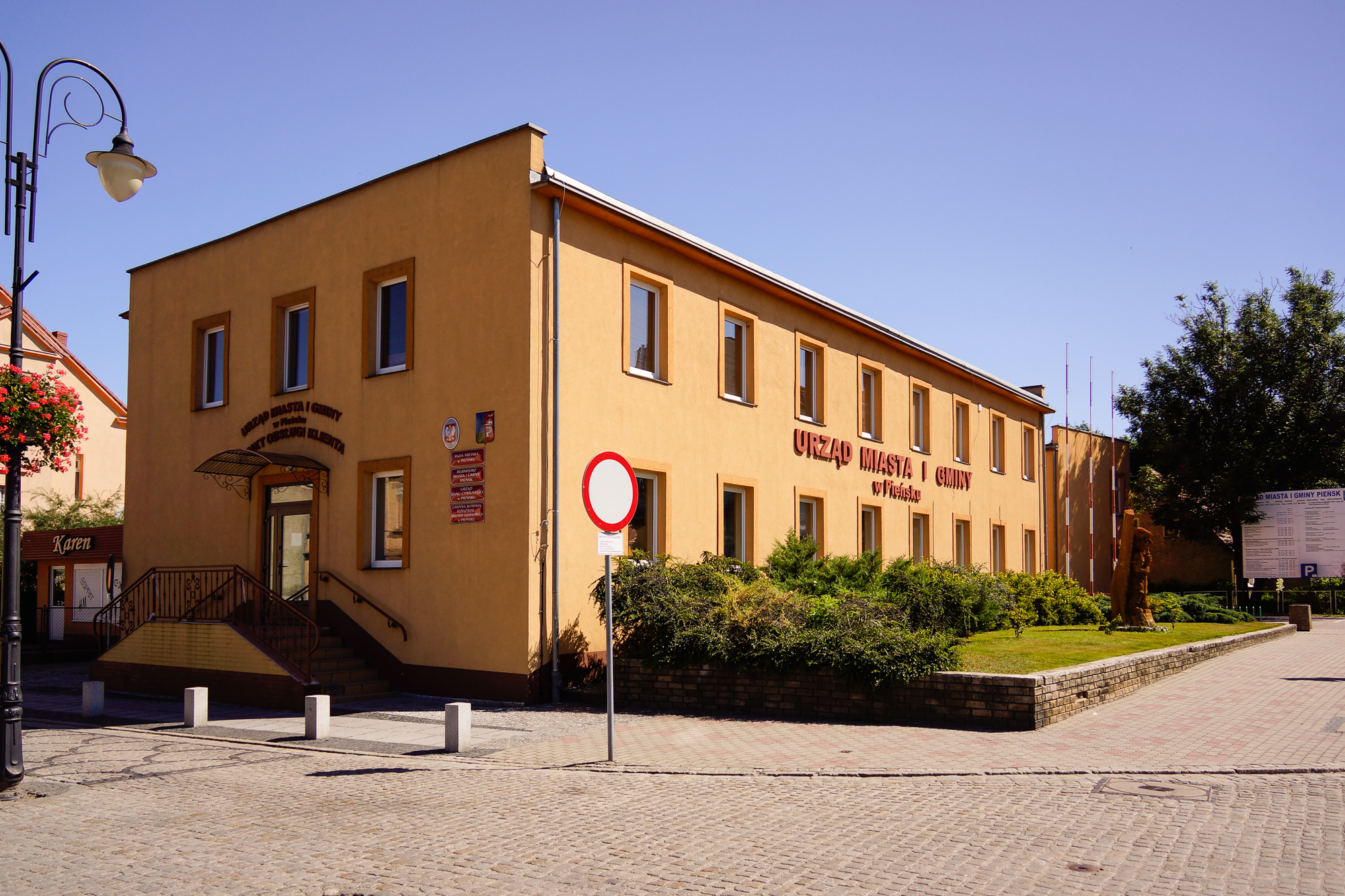
Urząd Miasta w Pieńsku

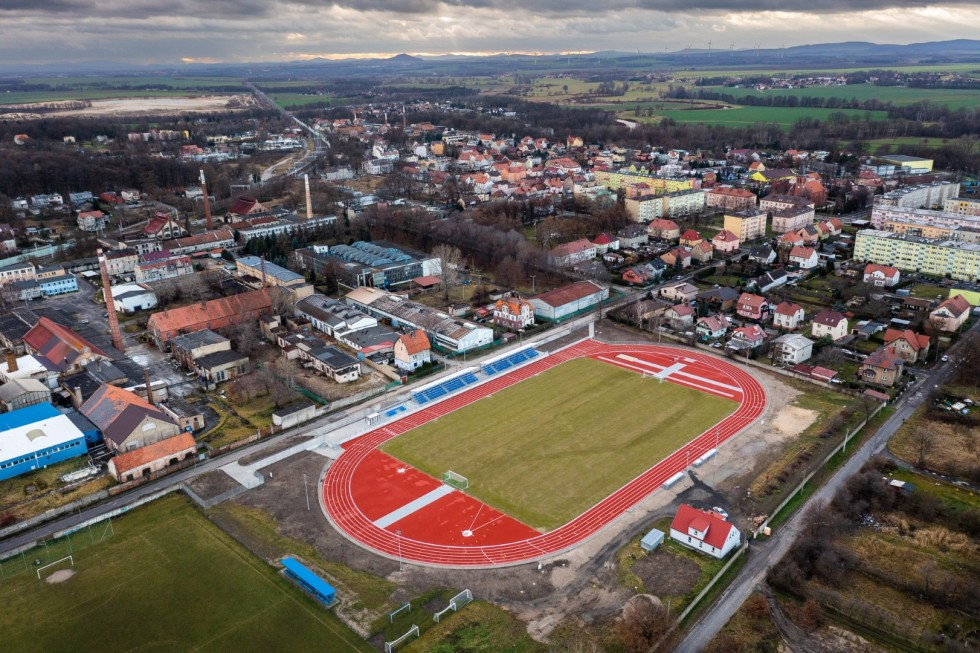
Stadion Miejski w Pieńsku po remoncie (2023)

We wczesnym średniowieczu istniał tu gród Bieśniczan (Bieżuńczan). Najstarsza wzmianka o Pieńsku pochodzi z 965. Od XIII w. Pieńsk był siedzibą łużyckiego rodu von Penzig, który w 1250 wybudował zamek, budowla przetrwała do 1514. Po włączeniu Pieńska do piastowskiego księstwa jaworskiego w 1319, w 1321 książę Henryk I jaworski potwierdził prawa rodu Penzigów do osady. W latach 1491–1492 osada i okoliczne lasy zostały sprzedane radzie miejskiej Zgorzelca, w tym czasie Pieńsk był ośrodkiem hutnictwa żelaza. Do połowy XIX wieku Pieńsk był ośrodkiem rolniczym, a część ludności zajmowała się rzemiosłem – głównie tkactwem.
Od 1815 w granicach rejencji legnickiej prowincji Śląsk Królestwa Prus, a od 1871 do 1945 także Niemiec. W 1841 wybuchł wielki pożar, który zniszczył większą część zabudowy. W drugiej połowie XIX wieku osada stała się ośrodkiem przemysłu szklarskiego, pierwsza huta została uruchomiona w 1858. Do II wojny światowej na terenie Pieńska istniało 13 hut, zatrudniających łącznie około 4000 osób, głównie Niemców. Pieńsk był jednym z największych ośrodków przemysłu szklarskiego w Europie, powstałego na bazie istniejących pokładów polodowcowych piasków szklarskich, oraz zasobów drewna i węgla brunatnego.
Niedaleko Pieńska we wsi Prędocice (Toporów) 16 kwietnia 1945 roku 2 Armia Wojska Polskiego forsowała Nysę Łużycką w ramach operacji łużyckiej, będącej częścią operacji berlińskiej. Obecnie w osadzie nad Nysą, niezamieszkanej od lat 60. XX wieku znajduje się pomnik upamiętniający to wydarzenie.
Zajęcie miejscowości przez wojska radzieckie w 1945 spowodowało znaczne zniszczenia. W wyniku II wojny światowej osada została włączona do Polski, a jej dotychczasową ludność wysiedlono do Niemiec. W 1946 roku istniała w Pieńsku 18 strażnica 4 Komendy Odcinka WOP, obecna nazwa została administracyjnie zatwierdzona 19 maja 1946. Po zniszczeniach wojennych uruchomiono huty szkła Łużyce i Nysa.
Odbudowa Pieńska spowodowała nadanie mu statusu osiedla w 1954, a w 1962 praw miejskich. Obecnie miasto jest ośrodkiem przemysłu szklarskiego – huta szkła "Łużyce" i fabryka form szklarskich – "UniMould".
W miejscowości do 21 grudnia 2007 r. istniało drogowe przejście graniczne Pieńsk-Deschka, kiedy to na mocy układu z Schengen zostało zlikwidowane. Obecnie w miejscu byłego mostu istnieje kładka rowerowo-piesza łącząca miasto z niemiecką wsią Deschka.

## Demografia
Piramida wieku mieszkańców Pieńska w 2014 roku.

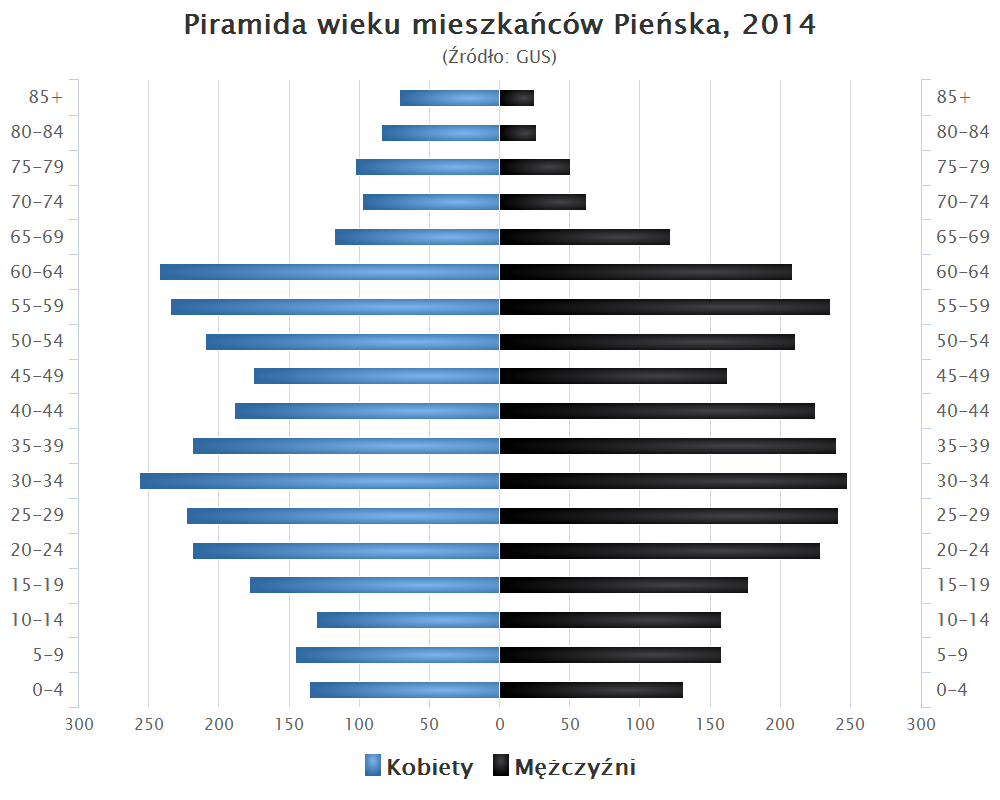

## Zabytki
Do wojewódzkiego rejestru zabytków wpisane są:
- zabudowa miasta z XV-XX w.
- kościół par. pw. św. Franciszka z Asyżu, neogotycki z l. 1822-1885
- kościół ewangelicki, nie istnieje (pozostał kawałek muru, znajduje się on w okolicach ul. Łużyckiej)
- zespół huty szkła „Lucyna”, ul. Dąbrowskiego 44, z pierwszej ćw. XX w.:
  - dwa budynki administracyjne z 1905 r. i 1910 r.
  - dwadzieścia jeden budynków produkcyjnych i pomocniczych, z l. 1905-1920
  - cztery magazyny, z l. 1905–1920
  - wieża ciśnień, z 1910 r.
  - budynek przychodni, z 1900 r.
  - willa właściciela, z 1930 r.
  - park przy willi, z 1930 r.

inne zabytki:
- domy mieszkalne z końca XIX i początku XX wieku

## Kultura

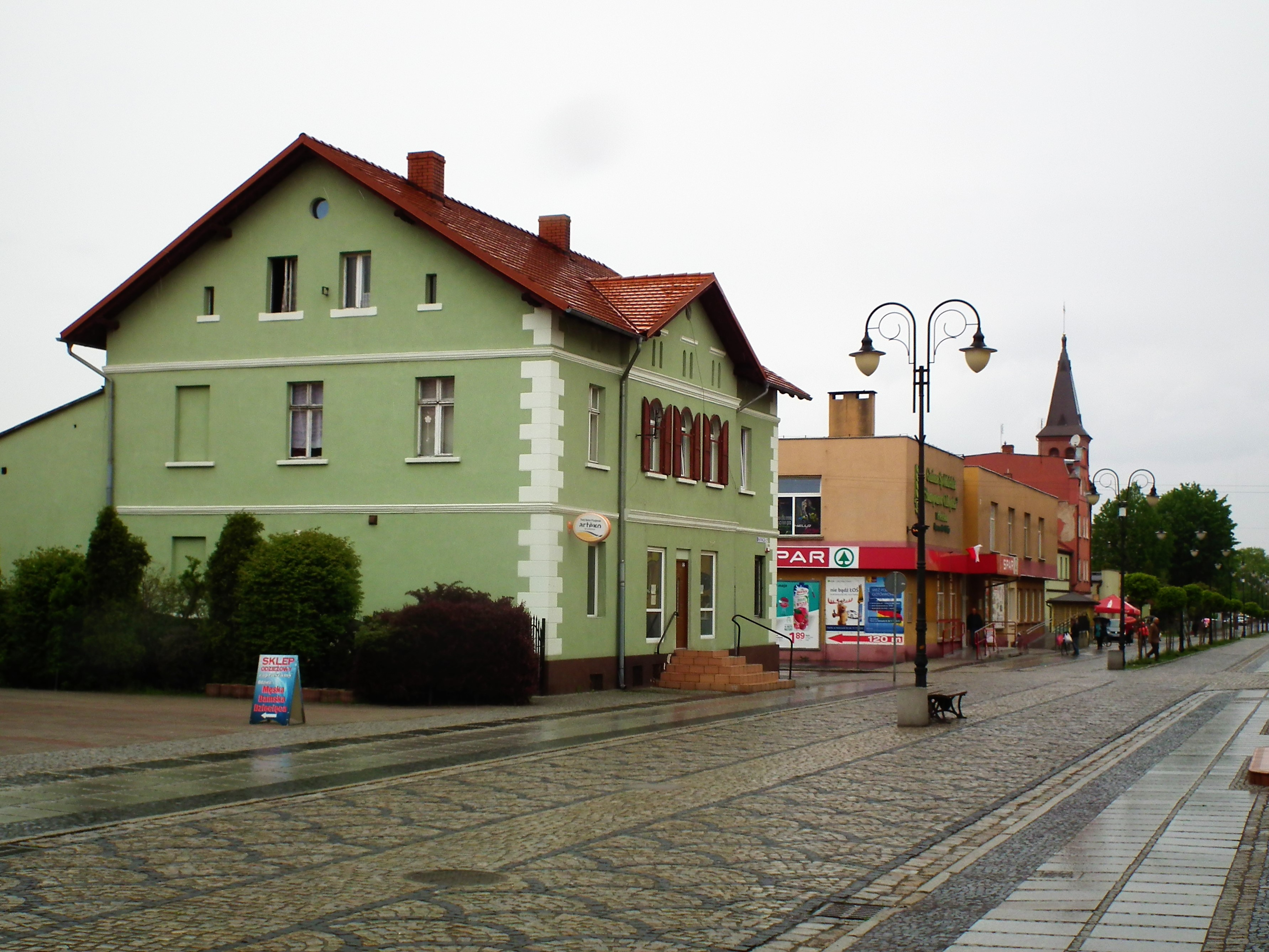
Ulica Hutnicza – główny deptak miasta

- Euroregionalne Centrum Kultury i Komunikacji EuRegioKom Pieńsk
- Zespoły ludowe Lasowianie i Żarki
- Stowarzyszenia, koła, związki, zespoły taneczne, warsztaty teatralne, plastyczne, literackie, recytatorskie, koło szachowe, klub gier planszowych, transgraniczne spotkania artystyczne, wystawy malarskie, chór parafialny, drużyna harcerska
- Grupa filmowa "Penziger Horror Movies"[9]
- Co roku w czerwcu odbywają się na terenie byłej huty szkła "Nysa" dni miasta. Również na jej terenie znajduje się "Stowarzyszenie Promocji Kultury Ziemi Pieńskiej - Qltur Kombinat", organizujące koncerty lokalnych artystów i zespołów.

## Edukacja
- Przedszkole Miejskie
- Szkoła Podstawowa nr 1 im. Polskich Żołnierzy Września 1939 roku
- Szkoła Podstawowa nr 2 im. O.M. Tomaszka
- Szkoła Podstawowa im. Jana Brzechwy w Dłużynie Dolnej

## Sport
- Od 2007 roku działa nowoczesna Hala Widowiskowo- Sportowa oraz kompleks boisk sportowych z bieżnią lekkoatletyczną przy Szkole Podstawowej nr 2
- Stadion Miejski, na którym swoje mecze rozgrywa miejscowa drużyna "Hutnik" Pieńsk (klasa okręgowa)
- Kompleks boisk sportowych "Orlik" przy Szkole Podstawowej nr 1 w Pieńsku
- Uczniowski Klub Sportowy o profilu piłki nożnej i piłki siatkowej
- Klub zapaśniczy "Hutnik" Pieńsk, którego wychowankowie zdobywali medale mistrzostw Polski czy Europy w zapasach, będąc również reprezentantami kadry Polski

## Transport
W Pieńsku krzyżują się dwie droga wojewódzkie 351 i 353. Przez miasto przebiega też
linia kolejowa nr 278 Węgliniec – Zgorzelec z przystankiem osobowym.

## Wspólnoty wyznaniowe
- Kościół rzymskokatolicki:
  - parafia św. Franciszka z Asyżu

W Pieńsku w okresie od 1 czerwca 1987 do 24 lipca 1989 posługę wikariusza w parafii p.w. św. Franciszka z Asyżu sprawował ojciec Michał Tomaszek, męczennik z Peru, zamordowany w 1991 w Pariacoto wraz z o. Zbigniewem Strzałkowskim. W grudniu 2015 został beatyfikowany. Jego imię nosi ulica w mieście oraz Szkoła Podstawowa nr 2 w której był katechetą.
- Świadkowie Jehowy:
  - zbór Pieńsk (Sala Królestwa ul. Leśna 14A)[10][11]

## Współpraca międzynarodowa
Miasta i gminy partnerskie:
- Rothenburg/O.L.[12]
- Neißeaue[13]